# Hornstedtia minor
Hornstedtia minor là một loài thực vật có hoa trong họ Gừng. Loài này được (Blume) Valeton mô tả khoa học đầu tiên năm 1904.